# Boriec (obwód kurski)
Boriec (ros. Борец) – wieś (ros. деревня, trb. dieriewnia) w zachodniej Rosji, w sielsowiecie rusanowskim rejonu fatieżskiego w obwodzie kurskim.

## Geografia
Miejscowość położona jest nad Usożą (lewy dopływ Swapy w dorzeczu Sejmu), 0,5 km od centrum administracyjnego sielsowietu (Basowka), 2 km na zachód od centrum administracyjnego rejonu (Fatież), 46 km na północny zachód od Kurska, przy drodze magistralnej (federalnego znaczenia) M2 «Krym» (część trasy europejskiej E105).
We wsi znajdują się 24 posesje.
Klimat
Miejscowość, jak i cały rejon, znajduje się w strefie klimatu kontynentalnego z łagodnym ciepłym latem i równomiernie rozłożonymi opadami rocznymi (Dfb w klasyfikacji klimatów Köppena).

## Demografia
W 2010 r. wieś zamieszkiwało 57 osób.